# Joseph Bolduc
Pour les articles homonymes, voir Bolduc.
Joseph Bolduc (22 juin 1847-13 août 1924) est un agriculteur, directeur, marchand, notaire et homme politique fédéral du Québec ainsi que président du Sénat du Canada.

## Biographie
Né à Saint-Victor-de-Tring dans la région de la Beauce, Canada-Est, il effectua ses études au Collège Sainte-Marie et à l'Université Laval. Il gradua en 1874 et devint alors notaire et également homme d'affaires. Plus tard, il devint un ardent promoteur du développement des chemins de fer et, lors de la connexion de sa ville de résidence avec le réseau ferroviaire, il fut élu maire de sa localité.
Lors d'une élection partielle en 1876, il devint député du Parti conservateur dans la circonscription de Beauce. Réélu en 1878 et en 1882, il démissionna en 1884 pour accepter un poste de sénateur de la division sénatoriale de Lauzon. À la suite de cette nomination, recommandée par John A. Macdonald, il siégea à titre de nationaliste-conservateur.
En 1910, il brisa la ligne de Parti pour donner son appui au controversé projet des Services navals, qui permit la création de la Marine royale du Canada.
Nommé président du Sénat du Canada par le gouvernement de Robert Borden en 1916, il préside alors la chambre haute durant le litigieux débat concernant la Crise de la conscription en 1917. Il quitte ses fonctions en 1922 alors qu'un nouveau gouvernement libéral est élu l'année précédente et retourne à Saint-Victor-de-Tring où il mourut en 1924.